# سوسن
السَوْسَن أو الرَفِيْف (باللاتينية: Iris) هو جنس نباتي ينتمي إلى الفصيلة السوسنية يزرع لأزهاره الجميلة. تنتشر معظم أنواعه في العالم القديم. يوجد منه أكثر من أربعين نوعاً واطناً في بلاد الشام.

## الوصف النباتي
النبات بصلي مزهر، أعضاؤه التخزينية قد تكون بصلة حقيقية أو جذمور، والسوسن المنتشر في سورية هو النوع الجذموري (باللاتينية: Iris germanica) وهو نوع معمر شتوي، أزهاره بشكل قوس قزح بنفسجية أو بيضاء اللون ذات رائحة خفيفة تبقى متفتحة لفترة متوسطة على النبات الأم، ويمكن أن تشكل زهرة جيدة القطف التجاري حيث تدوم فترة طويلة بعد القطف عند استخدامها في تنسيق الباقات الزهرية.
يزهر السوسن الجذموري في الربيع وأوائل الصيف، أوراقه خضراء عريضة منبسطة قائمة، يزرع السوسن في الحدائق في أماكن نصف ظليلة أو مشمسة ونادراً ما يزرع في أصص.

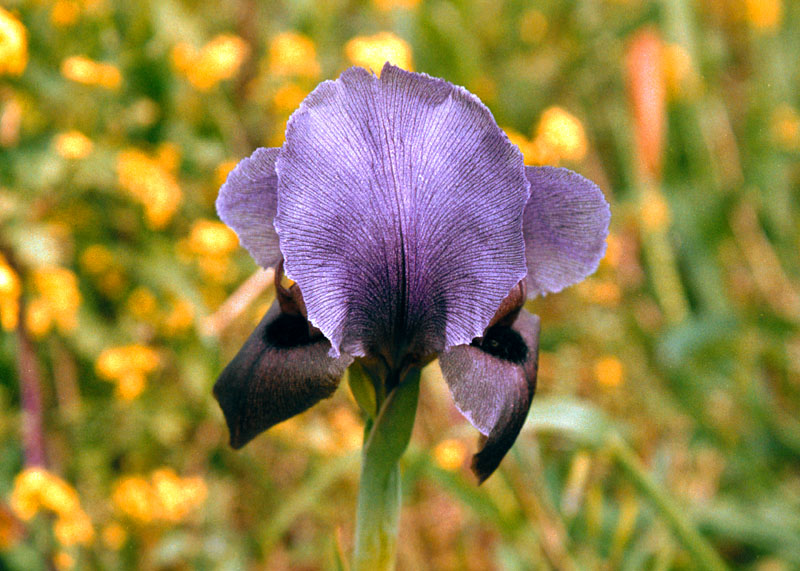
نبات سوسن فقوعة

تقلع أبصال السوسن من الأرض خلال طور السكون وبعد جفاف المجموع الخضري للنبات تنظف الأبصال وتجفف وتخزن في صناديق خشبية تحتوي رمل جاف حتى يحين موعد الزراعة.

## كيفية الزراعة
يستطيع السوسن النمو في الظروف الصعبة ويحب النمو في جو مشمس كليا، ويستطيع أن يتحمل الظل الخفيف. لذلك يجب الحرص على زراعته في مكان مكشوف في الحديقة ،لا يوجد فيها ما يعيق وصول أشعة الشمس. عند زرع الأبصال أو القصاصات، تحفر حفرة في التراب بعمق 15 سنتمتر ثم توضع في أسفل الحفرة ملعقة صغيرة من السماد الاصطناعي ثم تغرس البصلة أو القصاصة. بعد ذلك تعاد الكرة في حفرة أخرى. يجب أن تبعد الحفر عن بعضها بمسافة تتراوح بين 15 إلى 35 سنتمتر.
أما التربة فيجب أن تكون جيدة الصرف. لذلك يجب إضافة السماد العضوي قبل زراعة السوسن بأسبوعين لكي تصبح التربة مثالية للزرع. بعد زراعة الشتلات أو البذور فهي لن تحتاج إلى الري كثيرا إلا في الفترة الأولى من الزرع. أما عندما تكبر وتنضج فتروى فقط في الفصول الأكثر جفافا من السنة. خلال مراحل النمو يجب دعم الشتلات بأسمدة عضوية أو كيماوية. ولكن لا يُنصح بإضافة الأسمدة التي تحوي على نسبة عالية من النيتروجين (زبل الطيور مثلا).
كون السوسن من النباتات “الصلبة العود” فإنها قليلا ما تتعرض للأمراض. إن أكثر مشكلة متعارف عليها يمكن أن تصيب السوسن هي تعفّن الجذور، وذلك ينتج عادة عن خلل في بنية التربة. لذلك يجب إضافة السماد العضوي بشكل أساسي قبل الزرع ثم إضافته خلال مراحل نمو الشتلات.

## استخدامات السوسن
كانت جذامير السوسن تستعمل في العطر والطب، وخصوصاً في الأزمنة القديمة. يستعمل اليوم زيت السوسن كدواء مسكّن. تعطى الجذامير الجذرية المُجَفَّفةَ إلى الأطفال الرُضَّع للمُسَاعَدَة في التَسْنين. يَستعملُ جِنُّ ماجلان جذر وزهرة سوسنِ للنكهةِ واللونِ. تَحتوي جذامير السوسن تربينات (بالإنجليزية: terpenes)‏، وأحماض عضوية (miristic حامضي، undecilene حامض، tridecilic حامض)، وغلوكوسيدات (بالإنجليزية: glycosides)‏، وإيريدين (بالإنجليزية: iridin)‏، وتَحتوي الأوراقَ حمض الأسكوربيك.
تستخدم جذامير السوسن وهي ساق أرضية ممتدة تحت الأرض استخداماً طبياً لمعالجة السعال وللربو حيث تخلط مع العرقسوس أو اليانسون بشكل مغلي كما ويستعمل الريزوم لتعطير مساحيق التجميل كما أنه يدخل في صناعة معاجين الأسنان.
تقطف شماريخ النبات بعد النمو الكامل للحامل الزهري وبعد تلون وحدات الغلاف الزهري وقبل التفتح، تغمس الشماريخ بعد قطفها حتى قواعد الحوامل في ماء عميق لعدة ساعات ثم تحزم وتنقل إلى مكان التسويق حيث تبقى ضمن المزهريات لمدة عشرة أيام إذا اعتني بها.

## من أنواع السوسنالواطنةفيبلاد الشام
1. السوسن الإدومي (باللاتينية: Iris edomensis)
2. السوسن الأرجواني الداكن (باللاتينية: Iris atropurpurea)
3. السوسن الأرزي (باللاتينية: Iris cedreti)
4. السوسن الأزرق البنفسجي (باللاتينية: Iris masiae)
5. السوسن الأسدي (باللاتينية: Iris assadiana)
6. السوسن الأسود (باللاتينية: Iris nigricans)
7. سوسن اوشيه (باللاتينية: Iris aucheri) أو السوسن الدخاني (باللاتينية: Iris fumosa) أو السوسن السنجاري (باللاتينية: Iris sindjarensis)
8. السوسن البارنومي (باللاتينية: Iris barnumiae)
9. السوسن البازلتي (باللاتينية: Iris basaltica)
10. سوسن البتراء (باللاتينية: Iris petrana)
11. السوسن البحري (باللاتينية: Iris mariae)
12. سوسن بصرى (باللاتينية: Iris bostrensis)
13. السوسن البني الداكن (باللاتينية: Iris atrofusca) أو السوسن الأردني (باللاتينية: Iris jordana)
14. السوسن البوستي (باللاتينية: Iris postii)
15. السوسن الجرماني (باللاتينية: Iris germanica) وينتشر أيضاً في مناطق كثيرة من العالم
16. السوسن الجيري (باللاتينية: Iris calcarea)
17. السوسن الحرموني (باللاتينية: Iris hermona)
18. السوسن الحوراني (باللاتينية: Iris auranitica)
19. السوسن الدمشقي (باللاتينية: Iris damascena)
20. السوسن السفنسوني (باللاتينية: Iris swensoniana)
21. السوسن السوري (باللاتينية: Iris lortetii) ويتبعه صنف السوسن النابلسي (باللاتينية: Iris lortetii var. samariae)
22. السوسن السوسي أو السوسن الكسرواني أو السوسن المنقط (باللاتينية: Iris susiana)
23. السوسن الشاحب (باللاتينية: Iris pallida) وهو دخيل في الشام
24. السوسن الشمالي الكاذب (باللاتينية: Iris pseudacorus)
25. السوسن الظفري (باللاتينية: Iris unguicularis)
26. سوسن عبدات (باللاتينية: Iris regis-uzziae)
27. سوسن غيتس (باللاتينية: Iris gatesii)
28. السوسن الفارتاني (باللاتينية: Iris vartanii)
29. السوسن الفارسي (باللاتينية: Iris persica)
30. سوسن فقوعة (باللاتينية: Iris haynei)
31. السوسن الفلسطيني (باللاتينية: Iris palaestina)
32. السوسن القلموني (باللاتينية: Iris antilibanotica)
33. السوسن القوقازي (باللاتينية: Iris caucasica)
34. السوسن الكسرواني (باللاتينية: Iris susiana)
35. السوسن المبيض (باللاتينية: Iris albicans) وهو دخيل في الشام
36. السوسن المتفاخر (باللاتينية: Iris histrio)
37. سوسن المستنقعات (باللاتينية: Iris grant-duffii)
38. سوسن الناصرة (باللاتينية: Iris bismarckiana)
39. السوسن النصيري (باللاتينية: Iris nusairiensis)
40. السوسن الهيلندي (باللاتينية: Iris heylandiana)
41. السوسن الوستي (باللاتينية: Iris westii)
42. السوسن اليبرودي (باللاتينية: Iris yebrudii)
43. السوسن الكاذب (باللاتينية: Iris spuria)

## أنواع في مناطق أخرى
- السوسن الدموي (باللاتينية: Iris sanguinea) في اليابان وكوريا
- السوسن ذهبي العروق (باللاتينية: Iris chrysographes)
- سوسن أجرد
- سوسن إسباني
- سوسن أغبر
- سوسن أسمر
- سوسن أنمر
- سوسن خاشع
- سوسن شبكي
- سوسن شائب
- سوسن سيبرية
- سوسن روزنباخ
- سوسن نجيلي الورق
- سوسن موشح
- سوسن منتن
- سوسن مذهب
- سوسن مهدب
- سوسن ضيق الورق
- سوسن قزم
- سوسن عقربي

## الصور

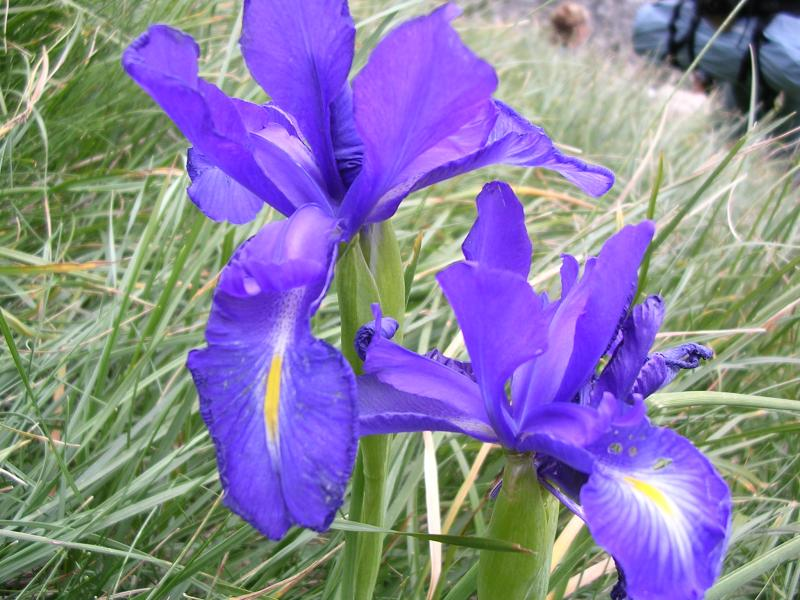
سوسن عريض الأوراق
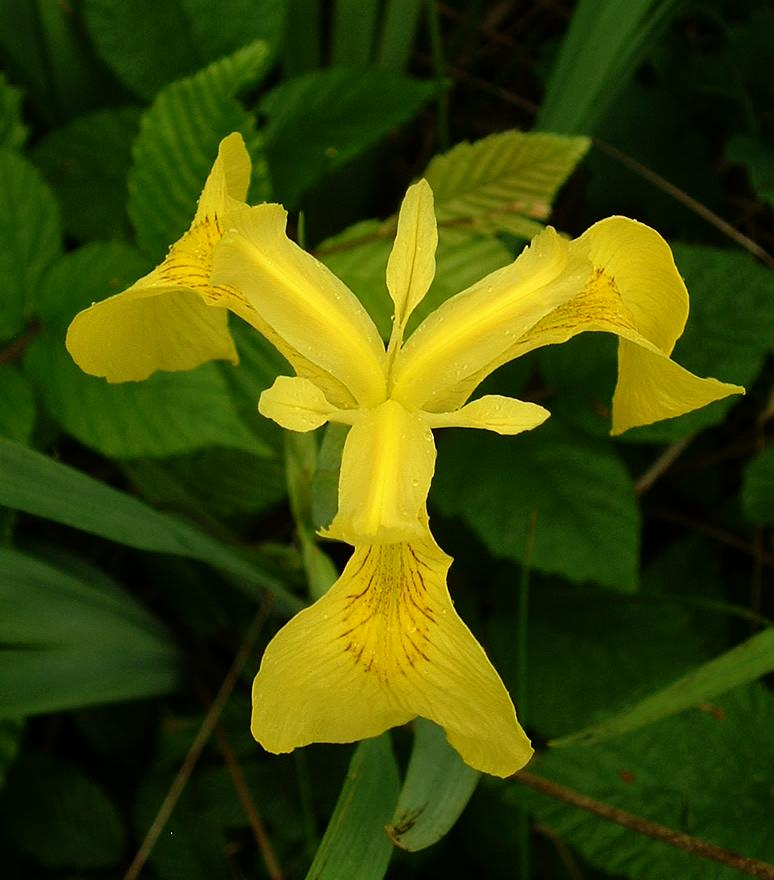
السوسن الشمالي الكاذب
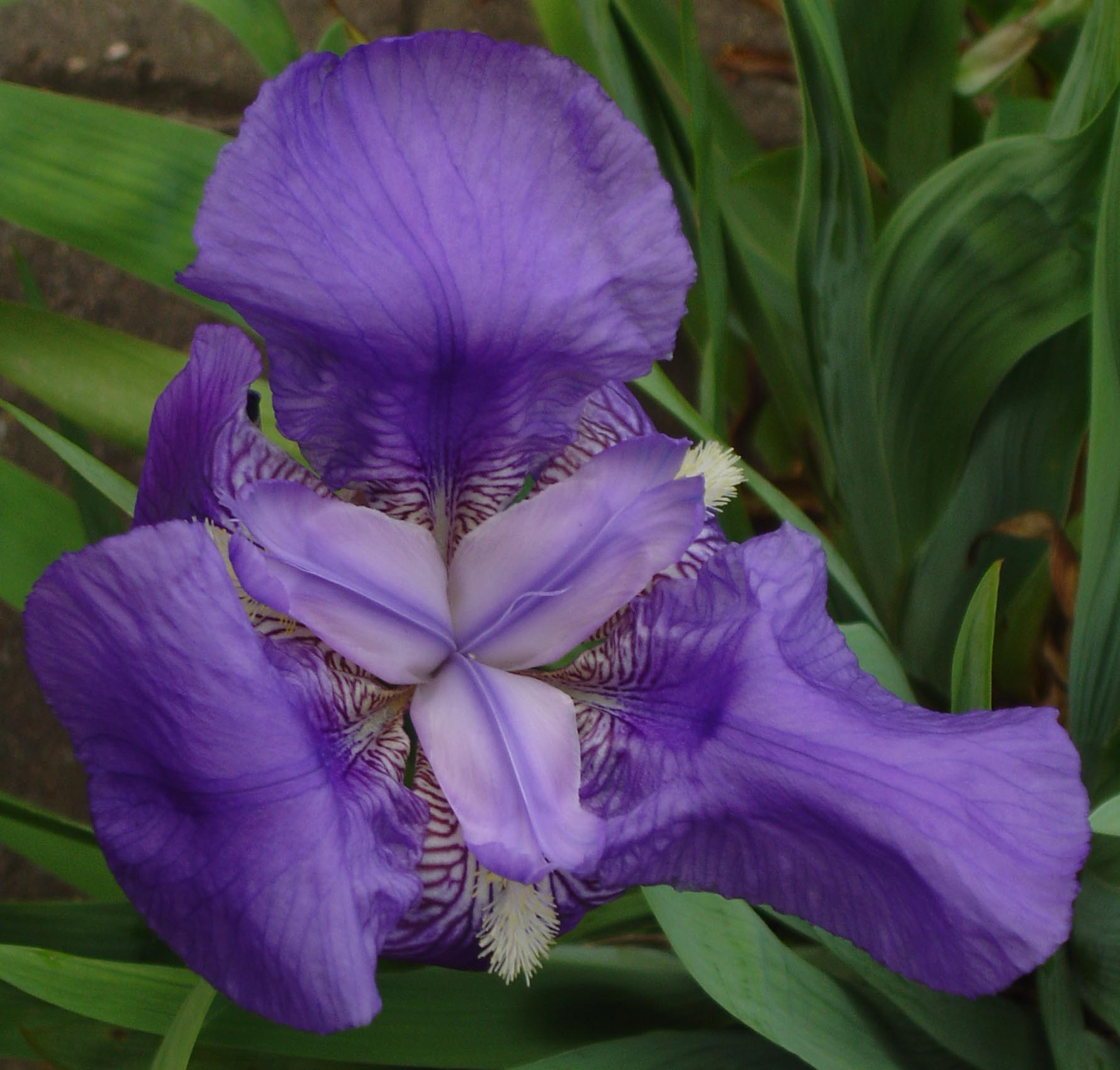
سوسن Germanica Sable
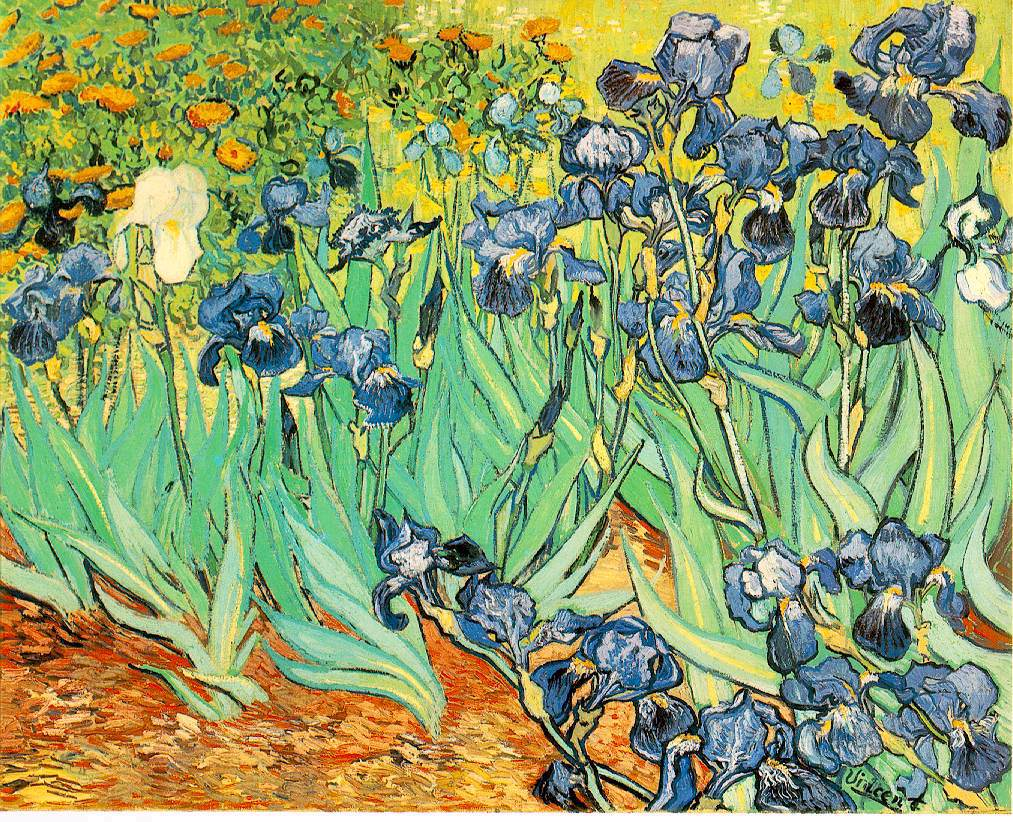
السوسن - لوحة فان غوخ
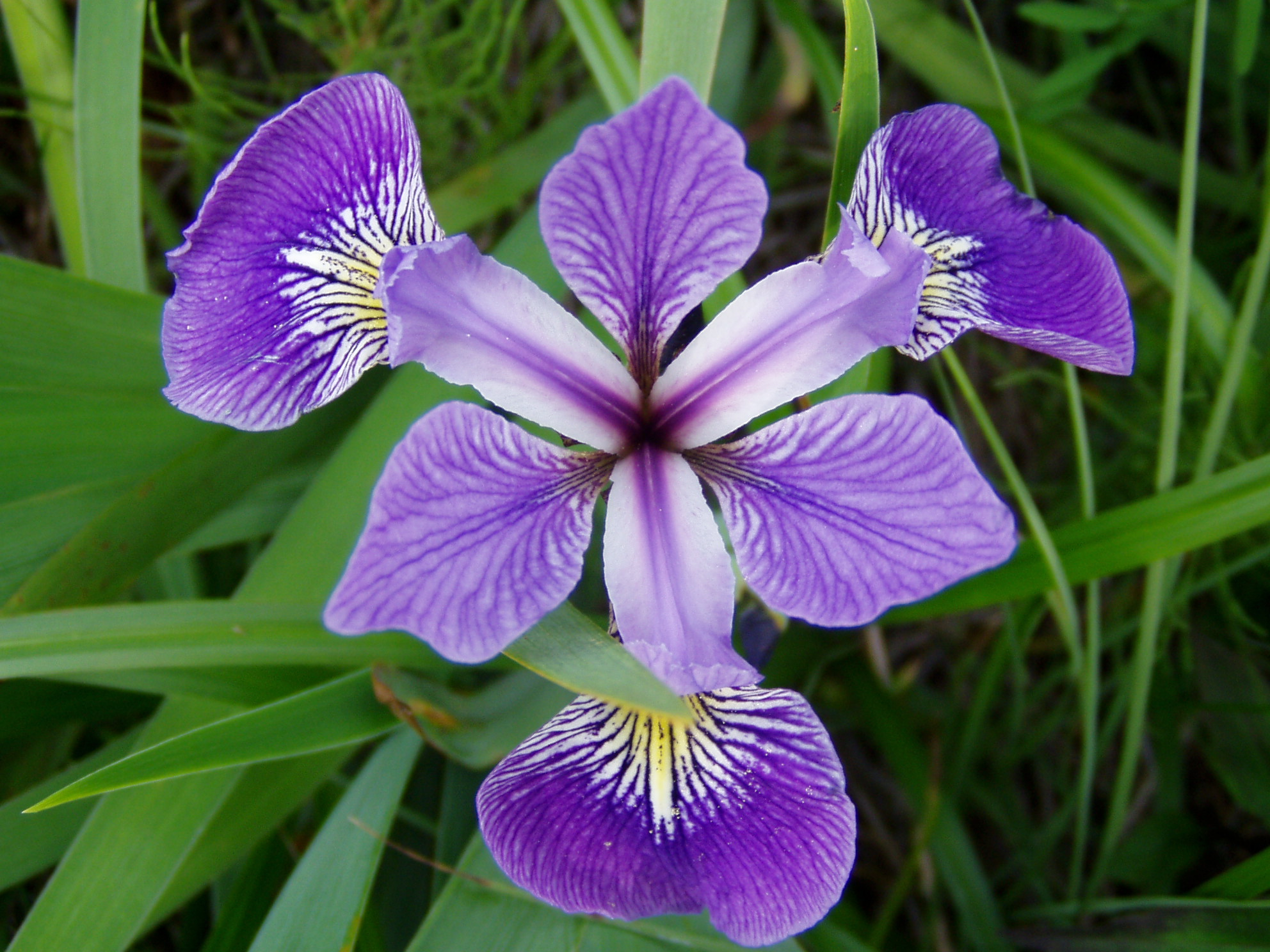
سوسن versicolor
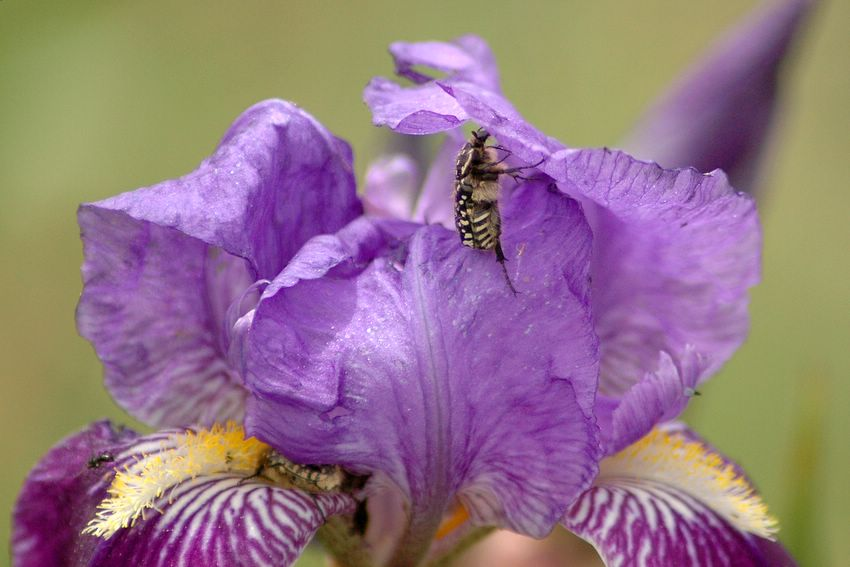
Cétoines dans un iris
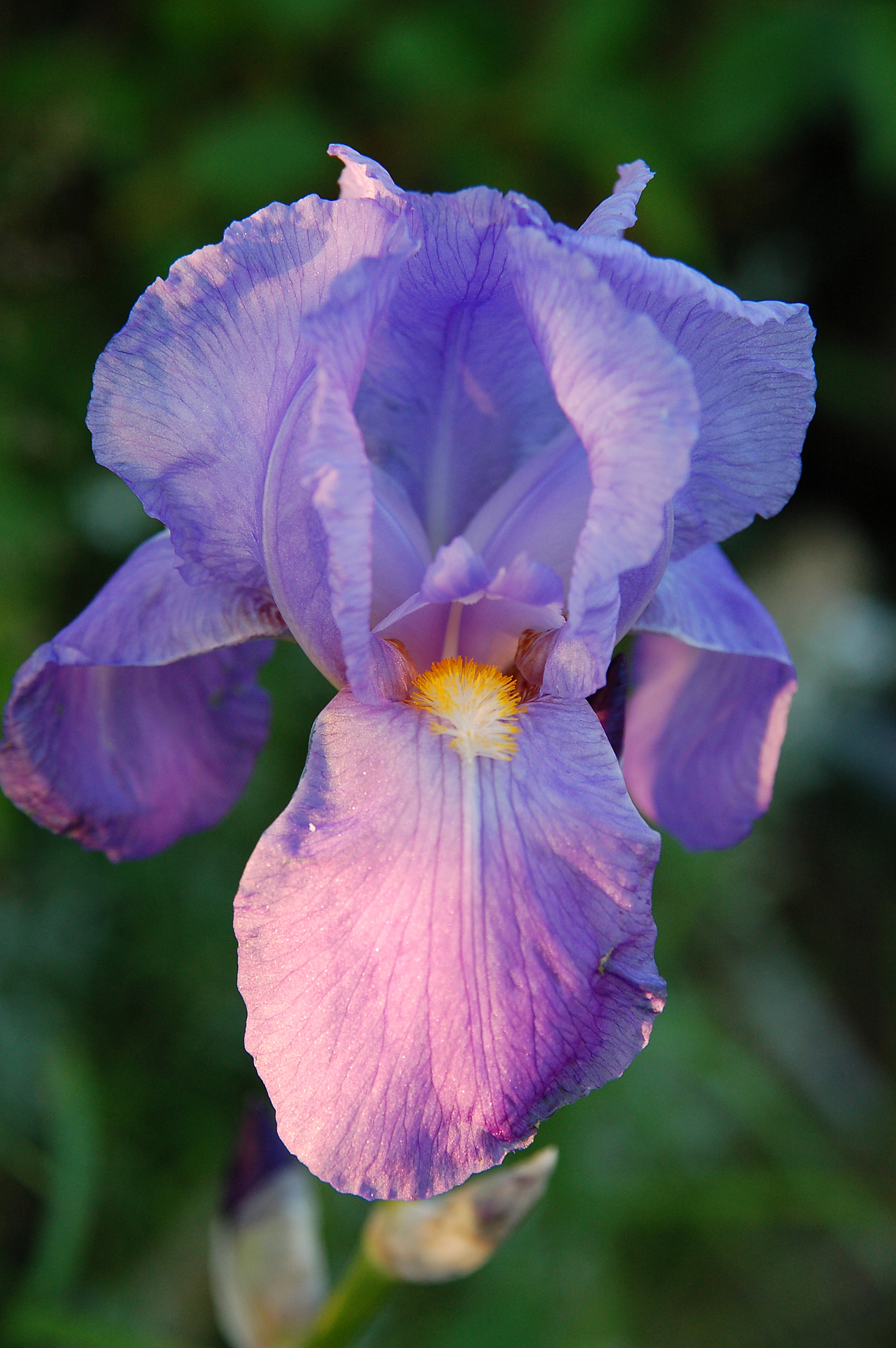
سوسن Hybr.
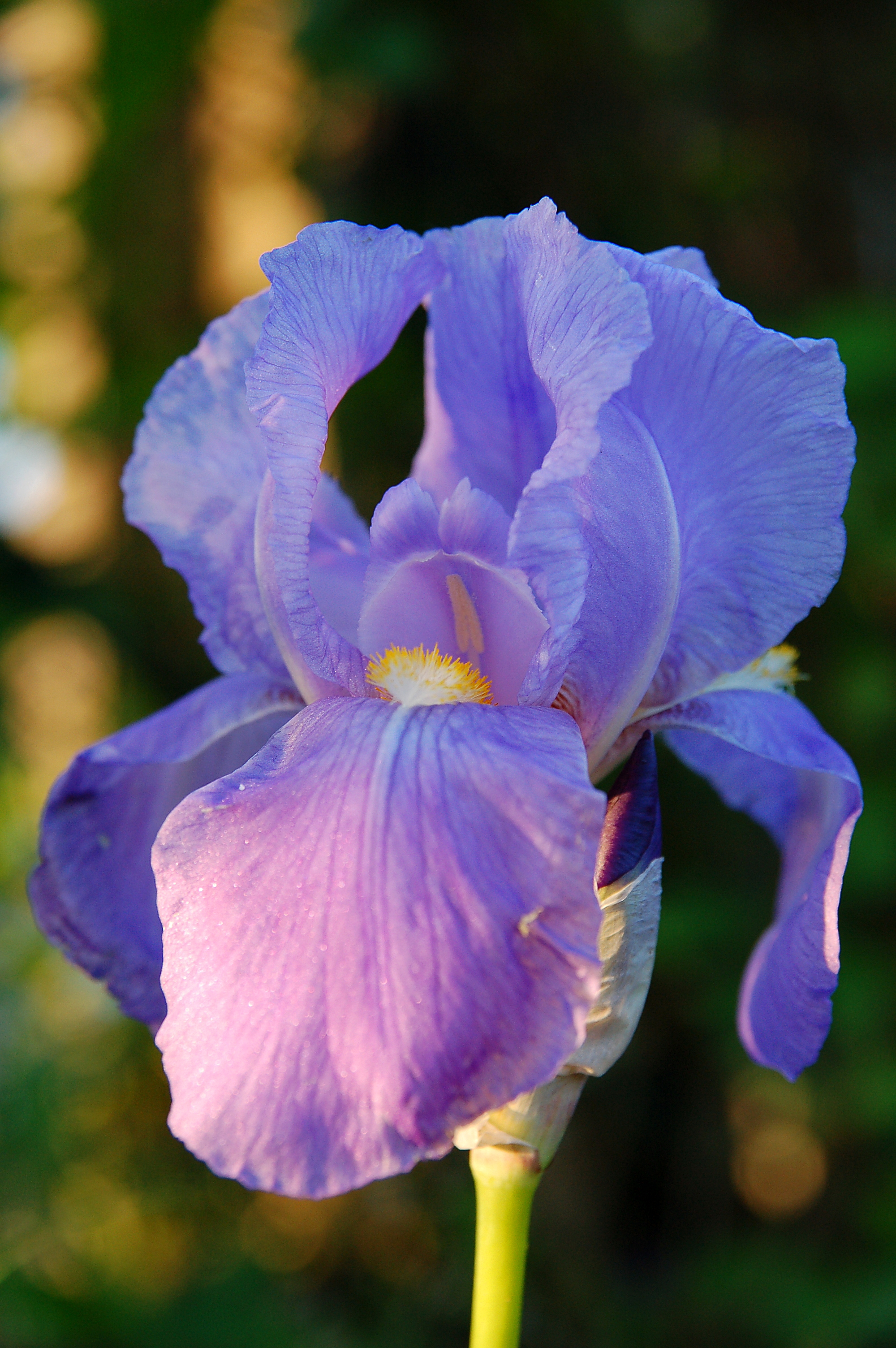
سوسن Hybr.
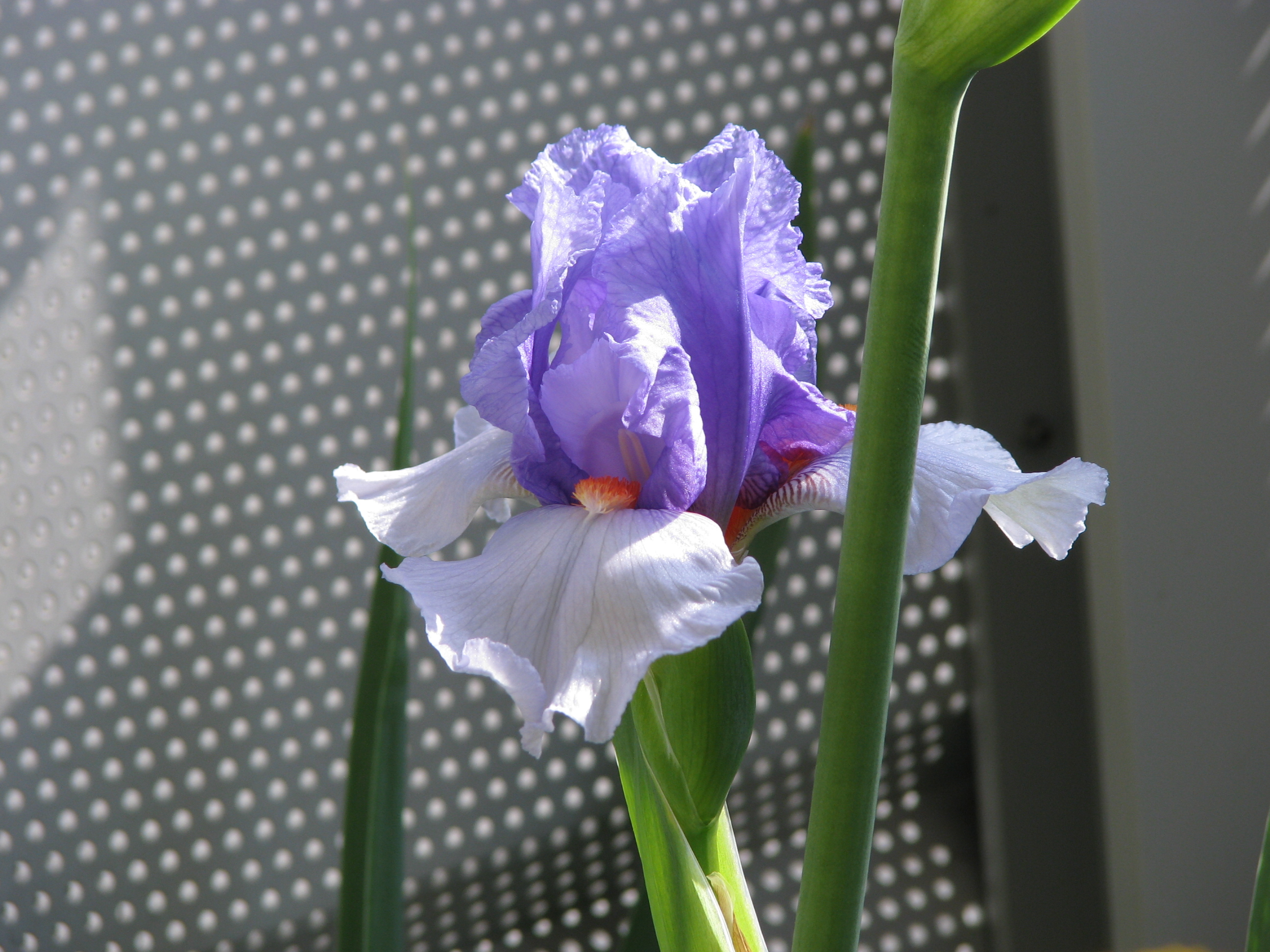
سوسن Hybr.
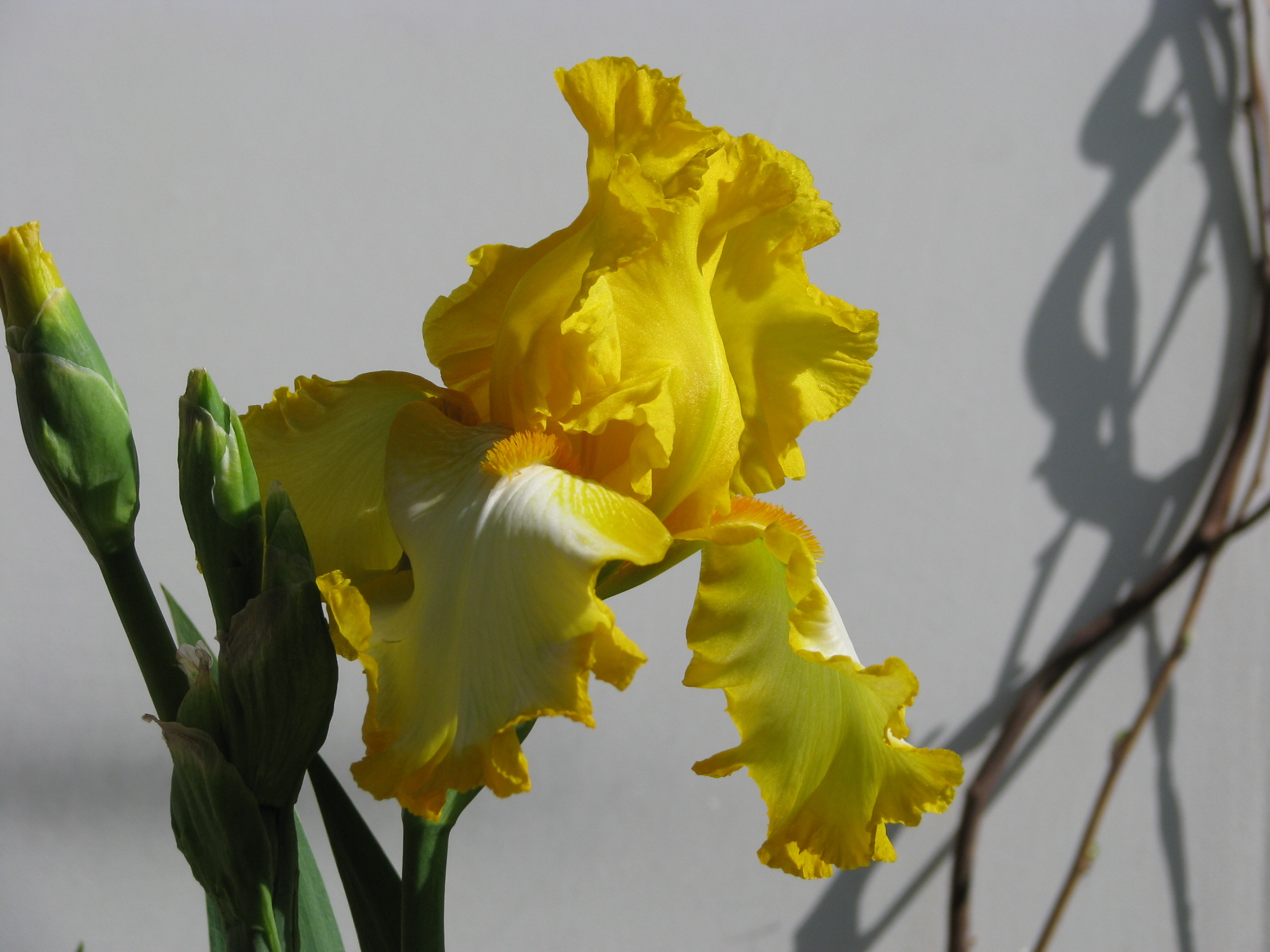
سوسن Hybr.
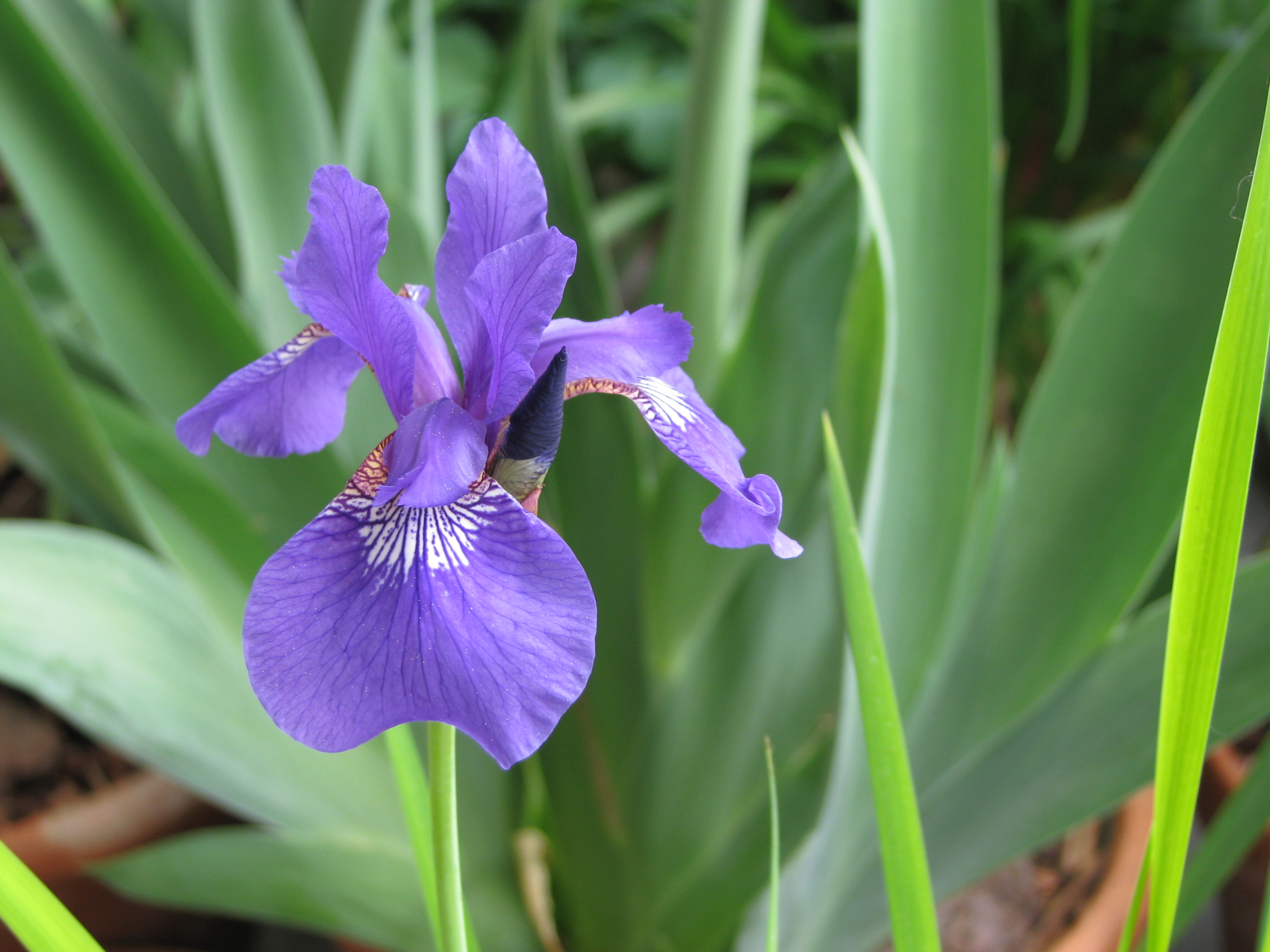
سوسن Hybr.
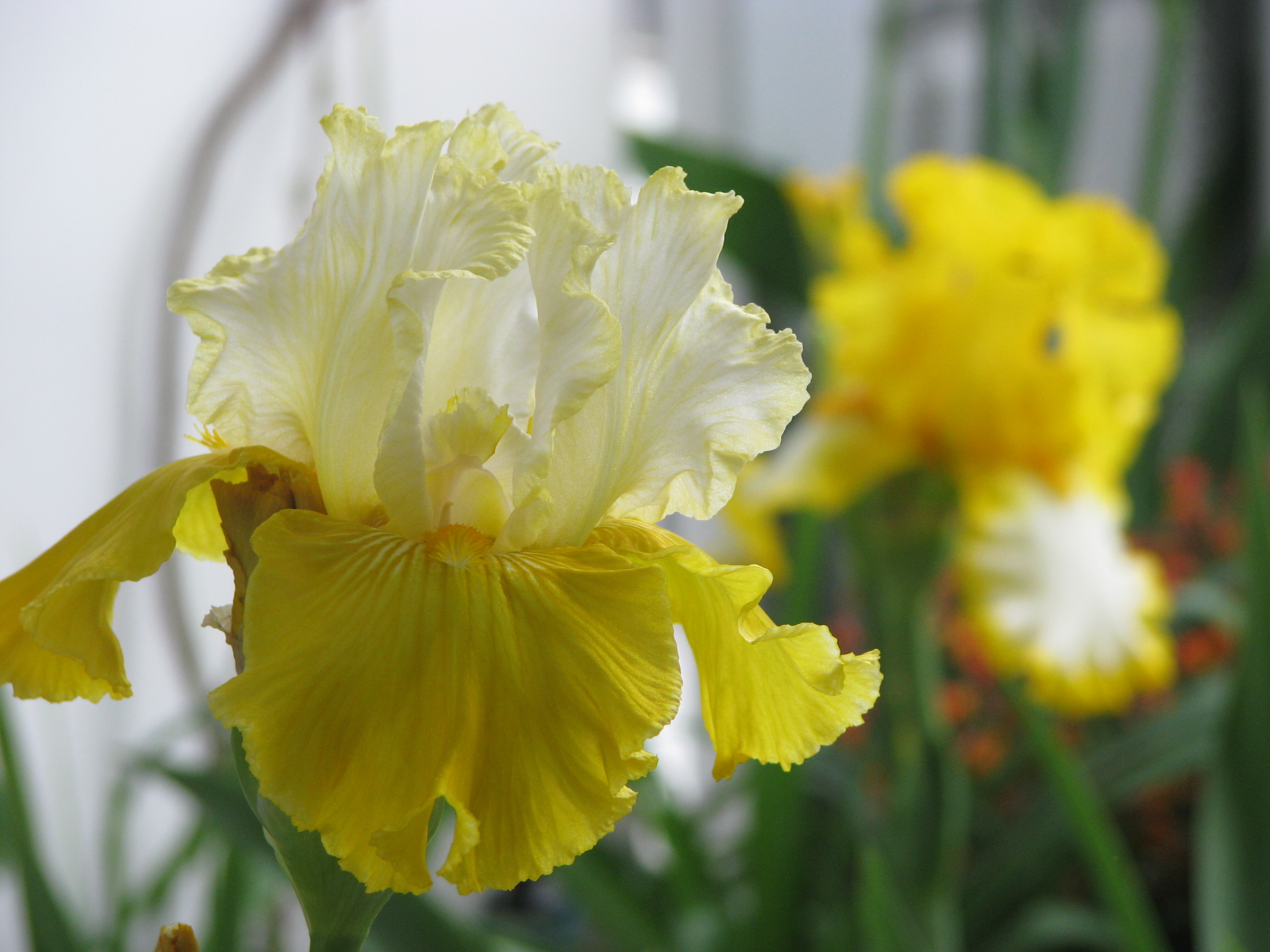
سوسن Hybr.